# Alexandre Guérini
 (avril 2024).
 (novembre 2022).
La mise en forme du texte ne suit pas les recommandations de Wikipédia : il faut le « wikifier ».
Les points d'amélioration suivants sont les cas les plus fréquents :
- Les titres sont pré-formatés par le logiciel. Ils ne sont ni en capitales, ni en gras.
- Le texte ne doit pas être écrit en capitales (les noms de famille non plus), ni en gras, ni en italique, ni en « petit »…
- Le gras n'est utilisé que pour surligner le titre de l'article dans l'introduction, une seule fois.
- L'italique est rarement utilisé : mots en langue étrangère, titres d'œuvres, noms de bateaux, etc.
- Les citations ne sont pas en italique mais en corps de texte normal. Elles sont entourées par des guillemets français : « et ».
- Les listes à puces sont à éviter, des paragraphes rédigés étant largement préférés. Les tableaux sont à réserver à la présentation de données structurées (résultats, etc.).
- Les appels de note de bas de page (petits chiffres en exposant, introduits par l'outil «  Source ») sont à placer entre la fin de phrase et le point final[comme ça].
- Les liens internes (vers d'autres articles de Wikipédia) sont à choisir avec parcimonie. Créez des liens vers des articles approfondissant le sujet. Les termes génériques sans rapport avec le sujet sont à éviter, ainsi que les répétitions de liens vers un même terme.
- Les liens externes sont à placer uniquement dans une section « Liens externes », à la fin de l'article. Ces liens sont à choisir avec parcimonie suivant les règles définies. Si un lien sert de source à l'article, son insertion dans le texte est à faire par les notes de bas de page.
- La présentation des références doit suivre les conventions bibliographiques. Il est recommandé d'utiliser les modèles {{Ouvrage}}, {{Chapitre}}, {{Article}}, {{Lien web}} et/ou {{Bibliographie}}. Le mode d'édition visuel peut mettre en forme automatiquement les références.
- Insérer une infobox (cadre d'informations à droite) n'est pas obligatoire pour parachever la mise en page.

Pour une aide détaillée, merci de consulter Aide:Wikification.
Si vous pensez que ces points ont été résolus, vous pouvez retirer ce bandeau et améliorer la mise en forme d'un autre article.
Alexandre Guérini est un entrepreneur et délinquant du secteur des déchets, condamné pour trafic d’influence, blanchiment, abus de confiance et recel de prise illégale d'intérêt. Né à Marseille en 1957, il est le protagoniste principal avec son frère Jean-Noël Guérini, de l'affaire Guérini qui a défrayé la chronique judiciaire à Marseille entre 2009 et 2021. Il a créé en 1999 l’entreprise Sud Marseille assainissement (SMA), active dans la gestion des déchets dans les Bouches-du-Rhône. Alexandre Guérini a été condamné le 28 mai 2021 à six ans de prison ferme par le tribunal correctionnel de Marseille, pour des affaires de marchés publics truqués. Le jugement a été confirmé en appel le 30 mars 2022, quand l'entrepreneur a été condamné pour « abus de confiance, trafic d’influence passif et le blanchiment d’une somme de 26 millions d’euros, produit de la vente d’une de ses sociétés de traitement des déchets ».
Proche des milieux du grand banditisme corso-marseillais, l’homme d’affaires est incarcéré à la prison de Luynes entre le 10 juin 2021 et le  11 janvier 2022 puis entre le 30 mars 2022 et le 30 mai 2023. Il est depuis placé sous contrôle judiciaire avec obligation de résider en Corse où il devra pointer une fois par semaine à la gendarmerie et a interdiction de quitter l’île, sauf pour exercer sa défense.

## Activité professionnelle
Alexandre Guérini a développé son activité d’entrepreneur crapuleux à la fin des années 1980. En 1987, sa société Rodillat a décroché un marché d’entretien pour l’office HLM des Bouches-du-Rhône, qui était alors présidé par son frère. Après avoir revendu cette activité, il a créé en 1999 SMA Environnement, l’entreprise qui s’est trouvée au centre de l’affaire Guérini, pour des affaires de surfacturation et de marchés publics truqués. En 2008, SMA Environnement réalisait plus de 7 millions d'euros de chiffre d'affaires, notamment grâce à des contrats de collecte et de traitement de déchets auprès de la communauté urbaine de Marseille et de la communauté d'agglomération d'Aubagne . SMA exploitait quatre déchetteries dans les Bouches-du-Rhône, dont celle du Mentaure à la Ciotat, qui sera le théâtre de surfacturations. En 2006, l’entrepreneur a aussi co-créé SMA Vautubière avec l’entrepreneur Damien Amoretti, connu pour ses liens avec le malfrat et parrain marseillais Bernard Barresi.

## Pages associés
- Affaire Guérini
- Jean-Noël Guérini